# X-treme Big Hits 2000
X-treme Big Hits 2000 er et dansk opsamlingsalbum udgivet i november 2000 af EVA Records. Albummet er en dobbelt-cd bestående af nogle af de største hits fra 2000.

## Trackliste

### Cd 1
1. ATC: "Around The World (La La La La La)"
2. Craig David: "Fill Me In"
3. Darude: "Sandstorm"
4. Rollo & King: "Ved Du Hvad Hun Sagde"
5. Enrique Iglesias: "Be With You"
6. Hypetraxx: "The Darkside"
7. Sunzet: "If We Ever Fall In Love Again"
8. Brødrene Olsen: "Fly On The Wings Of Love"
9. Laid Back: "Sunshine Reggae 2000"
10. Kelis: "Good Stuff"
11. Aqua: "Cartoon Heroes"
12. Alice Deejay: "Back In My Life"
13. Outlandish: "Walou"
14. M2M: "Don't Say You Love Me"
15. Britney Spears: "Oops!...I Did It Again"
16. Barcode Brothers: "It's A Fine Day"

### Cd 2
1. Robbie Williams: "Rock DJ"
2. D-A-D: "Everything Glows"
3. DJ Aligator Project: "The Whistle Song"
4. *NSYNC: "Bye Bye Bye"
5. Melanie C feat. Lisa "Left Eye" Lopes: "Never Be The Same Again"
6. Marc Et Claude: "I Need Your Lovin'"
7. Vengaboys: "Shalala Lala"
8. Eiffel 65: "Move Your Body"
9. Paffendorf: "Where Are You"
10. Hampenberg: "Grab That Thing"
11. Kylie Minogue: "Spinning Around"
12. Daniel: "Love Will Keep Us Together"
13. Backstreet Boys: "Show Me The Meaning Of Being Lonely"
14. Sonique: "It Feels So Good"
15. Lady Violet: "Inside To Outside"
16. Kim Lukas: "All I Really Want"